# Інтісар – Зувайтіна (нафтопровід)
Інтісар – Зувайтіна (нафтопровід) – складова трубопровідної інфраструктури, що була створена для обслуговування гігантського нафтового родовища (групи родовищ) Інтісар.
Розробка Інтісар почалась в 1968 році. Для видачі його продукції прокалали трубопровід до нового берегового відвантажувального терміналу в Зувайтіні, який мав довжину 220 кілометрів та був виконаний в діаметрі 1000 мм.
За кілька років на вихідну точку трубопроводу Інтісар – Зувайтіна подали ресурс, доправлений по нафтопроводу Бу-Аттіфель – Інтісар.